# Coppa del Mondo di rugby a 13 2017
La Coppa del Mondo di rugby a 13 2017 (in inglese 2017 Rugby League World Cup) fu la quindicesima edizione della massima competizione mondiale di rugby a 13. Il torneo è stato disputato in Australia, Nuova Zelanda e Papua Nuova Guinea dal 27 ottobre 2017 al 2 dicembre 2017. L'Australia ha mantenuto il titolo per il secondo anno consecutivo sconfiggendo nella finale disputata a Brisbane l'Inghilterra 6-0. Questa è stata la prima volta, a distanza di quarant'anni, che la nazione ospitante ha vinto la Coppa del Mondo.

## Nazione ospitante
L'intenzione della Nuova Zelanda di ospitare la Coppa del Mondo 2017, unitamente all'Australia, è stata inizialmente manifestata nel luglio 2010. In seguito, prima della scadenza per la presentazione ufficiale delle candidature fissata per novembre 2013, anche il Sudafrica ha avanzato la propria proposta per ospitare la Coppa del Mondo per la sua prima volta.
Il 19 febbraio 2014 la RLIF ha ufficializzato la propria scelta indicando congiuntamente Australia e Nuova Zelanda quali Paesi organizzatori. Successivamente, nell'ottobre 2015, si è aggiunta pure la Papua Nuova Guinea che ospiterà tre partite della fase a gironi.
Il 19 luglio 2016 è stato annunciato il tabellone della competizione, con la composizione dei gruppi della fase a gironi e l'assegnazione delle sedi che ospiteranno le singole partite.

## Squadre partecipanti
Le otto squadre giunte ai quarti di finale della precedente edizione della Coppa del Mondo, comprese le nazioni ospitanti di Australia e Nuova Zelanda, sono automaticamente qualificate per questa edizione del torneo. A queste si è aggiunta la Papua Nuova Guinea, altro Paese organizzatore. Gli Stati Uniti sono stati esclusi dal novero di queste squadre a causa di una disputa interna culminata con la sospensione momentanea della loro affiliazione alla RLIF nel 2014; una volta risolti tali problemi, la nazionale statunitense è stata ammessa alla fase di qualificazione.
I rimanenti 6 posti, assegnati dopo una fase di qualificazione a livello regionale, sono così distribuiti: 3 posti per l'Europa, 1 per l'Asia/Pacifico, 1 per le Americhe, 1 per il Medio Oriente/Africa.
Le seguenti squadre si sono qualificate automaticamente:
- Australia (Paese organizzatore)
- Figi
- Francia
- Inghilterra
- Nuova Zelanda (Paese organizzatore)
- Papua Nuova Guinea (Paese organizzatore)
- Samoa
- Scozia

Le seguenti squadre si sono qualificate dopo avere superato una fase di qualificazione:
- Europa
  -  Galles
  -  Irlanda
  -  Italia
- Asia/Pacifico
  -  Tonga
- Americhe
  -  Stati Uniti
- Medio Oriente/Africa
  -  Libano

## Stadi
In totale le sedi che ospiteranno le partite del torneo saranno 13, così distribuite: 8 città australiane, 4 neozelandesi, più la capitale della Papua Nuova Guinea. In particolare, il Melbourne Rectangular Stadium di Melbourne ospiterà la gara inaugurale del 27 ottobre tra Australia e Inghilterra, mentre la finale del 2 dicembre sarà disputata al Brisbane Stadium di Brisbane. Le tre nazioni ospitanti disputeranno in casa la fase a gironi, inoltre Australia e Nuova Zelanda si divideranno equamente le partite dei quarti di finale e ciascuna ospiterà pure una semifinale per parte (sedi Brisbane e Auckland).
Particolare scalpore ha suscitato il fatto che il Nuovo Galles del Sud, tradizionalmente fortemente legato al rugby a 13, è stato chiamato ad ospitare solamente due partite della fase a gironi, decisione spiegata dagli organizzatori con lo scarso impegno profuso dal governo locale nei confronti dell'evento.

### Australia
| Brisbane         | Sydney                    | Melbourne                     | Townsville         |
| Brisbane Stadium | Sydney Football Stadium   | Melbourne Rectangular Stadium | Townsville Stadium |
| ---------------- | ------------------------- | ----------------------------- | ------------------ |
| Capacità: 52 500 | Capacità: 45 500          | Capacità: 30 050              | Capacità: 26 500   |
|                  |                           |                               |                    |
| Canberra         | Perth                     | Cairns                        | Darwin             |
| Canberra Stadium | Perth Rectangular Stadium | Barlow Park                   | Darwin Stadium     |
| Capacità: 25 011 | Capacità: 20 500          | Capacità: 18 000              | Capacità: 12 000   |
|                  |                           |                               |                    |

### Nuova Zelanda
| Wellington                  | Auckland            | Hamilton         | Christchurch         |
| Wellington Regional Stadium | Mount Smart Stadium | Waikato Stadium  | Christchurch Stadium |
| --------------------------- | ------------------- | ---------------- | -------------------- |
| Capacità: 34 500            | Capacità: 30 000    | Capacità: 25 800 | Capacità: 18 000     |
|                             |                     |                  |                      |

### Papua Nuova Guinea
| Port Moresby              |
| National Football Stadium |
| ------------------------- |
| Capacità: 17 000          |

## Fase a gironi

### Gruppo A

#### Risultati
| Arbitro: | Matt Cecchin |

|                                                  |      |                        |
| 23’ Matt Gillett 29’ Billy Slater 79’ Josh Dugan | mt   | 5’ Jermaine McGillvary |
| 25’, 80’ Cameron Smith                           | tr   |                        |
| 76’ Cameron Smith                                | c.p. |                        |

| Arbitro: | Gerard Sutton |

|                                          |      |                                                                                |
| 16’, 52’ Bastien Ader 68’ Damien Cardace | mt   | 8’ Anthony Layoun 40’, 80’ Travis Robinson 63’ Adam Doueihi 76’ Mitchell Moses |
| 53’, 69’ William Barthau                 | tr   | 9’, 40’, 64’, 77’ Mitchell Moses                                               |
| 20’ William Barthau                      | c.p. |                                                                                |
|                                          | drop | 74’ Mitchell Moses                                                             |

| Arbitro: | Robert Hicks |

| |    |                     |
| 12’, 15’, 31’, 66’ Wade Graham 33’ Josh Dugan 43’, 74’ Cameron Munster 49’ Tyson Frizell 52’ Billy Slater 78’ Valentine Holmes | mt | 24’ Mark Kheirallah |
| 16’, 32’, 44’, 51’, 53’, 67’ Cameron Smith                                                                                     | tr | 25’ Rémy Marginet   |

| Arbitro: | Ben Thaler |

|                                                                                        |      |                                 |
| 9’ Kallum Watkins 25’ Jermaine McGillvary 28’ Ryan Hall 32’ Ben Currie 56’ Tom Burgess | mt   | 18’ Nick Kassis 76’ Jason Wehbe |
| 11’, 26’, 33’, 57’ Gareth Widdop                                                       | tr   | 19’ Mitchell Moses              |
| 80’ Gareth Widdop                                                                      | drop |                                 |

| Arbitro: | James Child |

|                                                                                             |    |  |
| 9’, 50’ Cameron Munster 25’ James Maloney 55’ Boyd Cordner 76’ Dane Gagai 79’ Tom Trbojevic | mt |  |
| 26’ Cameron Smith 52’, 56’, 78’, 80’ James Maloney                                          | tr |  |

| Arbitro: | Phil Bentham |

| |    |                     |
| 3’ Gareth Widdop 6’ Stefan Ratchford 9’ James Graham 23’ Mark Percival 29’ John Bateman 42’, 64’ Jermaine McGillvary | mt | 34’ Benjamin Garcia |
| 4’, 7’, 10’, 43’ Gareth Widdop                                                                                       | tr | Lucas Albert        |

#### Classifica
| Squadra     | Giocate | Vinte | Pareggiate | Perse | A favore | Contro | Differenza | Punti |
| ----------- | ------- | ----- | ---------- | ----- | -------- | ------ | ---------- | ----- |
| Australia   | 3       | 3     | 0          | 0     | 104      | 10     | +94        | 6     |
| Inghilterra | 3       | 2     | 0          | 1     | 69       | 34     | +35        | 4     |
| Libano      | 3       | 1     | 0          | 2     | 39       | 81     | -42        | 2     |
| Francia     | 3       | 0     | 0          | 3     | 30       | 117    | -87        | 0     |

### Gruppo B

#### Risultati
| Arbitro: | James Child |

| |    |                                  |
| 4’ Jordan Rapana 20’ Shaun Johnson 46’ Brad Takairangi 52’ Kodi Nikorima 55’ Isaac Liu 68’ Roger Tuivasa-Sheck 72’ Nelson Asofa-Solomona | mt | 37’ Ken Maumalo 80’ Joseph Paulo |
| 21’, 53’, 56’, 69’, 73’ Shaun Johnson | tr |                                  |

| Arbitro: | Phil Bentham |

|                |    | |
| 62’ Danny Addy | mt | 3’, 20’, 40’ Michael Jennings 17’ Jason Taumalolo 23’ Sika Manu 26’, 73’ Daniel Tupou 38’ Peni Terepo 76’ Ata Hingano |
|                | tr | 4’, 19’, 21’, 24’, 75’, 78’ Sio Siua Taukeiaho 40’ Ata Hingano                                                        |

| Arbitro: | Henry Perenara |

| |    |                  |
| 9’ Kenny Bromwich 13’, 23’ Jason Nightingale 16’ Joseph Tapine 32’, 52’, 76’ Te Maire Martin 39’, 58’, 69’ Peta Hiku 43’ Russell Packer 55’ Dean Whare 61’ Shaun Johnson 79’ Elijah Taylor | mt | 72’ Oscar Thomas |
| 11’, 33’, 44’, 53’, 56’, 60’, 63’, 70’, 80’ Shaun Johnson | tr | 73’ Danny Addy   |

| Arbitro: | Ben Cummins |

|                                               |      |                                                                                |
| 17’ Jazz Tevaga 65’ Ben Roberts 73’ Tim Lafai | mt   | 10’, 29’ Michael Jennings 52’ Peni Terepo 60’ Ben Murdoch-Masila 77’ Manu Maʻu |
| 18’, 66’, 74’ Tim Lafai                       | tr   | 11’, 30’, 79’ Sio Siua Taukeiaho 53’, 61’ Ata Hingano                          |
|                                               | c.p. | 28’ Sio Siua Taukeiaho                                                         |

| Arbitro: | Ashley Klein |

|                                                          |      |                                      |
| 12’ Junior Paulo 49’ Matthew Wright 66’ Young Tonumaipea | mt   | 5’ Lewis Tierney 28’ Frankie Mariano |
| 13’ Matthew Wright                                       | tr   | 6’, 30’ Danny Addy                   |
|                                                          | c.p. | 18’ Danny Addy                       |

| Arbitro: | Gerard Sutton |

|                                                                            |      |                                                                       |
| 21’ Dallin Watene-Zelezniak 28’ Jordan Rapana 39’, 72’ Roger Tuivasa-Sheck | mt   | 48’, 59’, 77’ David Fusitu'a 62’ Tuimoala Lolohea 65’ William Hopoate |
| 30’, 40’, 73’ Shaun Johnson                                                | tr   | 60’ Tuimoala Lolohea 63’, 66’ Sio Siua Taukeiaho                      |
|                                                                            | c.p. | 7’ Sio Siua Taukeiaho                                                 |

#### Classifica
| Squadra       | Giocate | Vinte | Pareggiate | Perse | A favore | Contro | Differenza | Punti |
| ------------- | ------- | ----- | ---------- | ----- | -------- | ------ | ---------- | ----- |
| Tonga         | 3       | 3     | 0          | 0     | 110      | 44     | +66        | 6     |
| Nuova Zelanda | 3       | 2     | 0          | 1     | 134      | 42     | +92        | 4     |
| Samoa         | 3       | 0     | 1          | 2     | 40       | 84     | -44        | 1     |
| Scozia        | 3       | 0     | 1          | 2     | 24       | 138    | -114       | 1     |

### Gruppo C

#### Risultati
| Arbitro: | Ben Cummins |

| |    |                     |
| 5’, 10’, 60’ David Mead 43’, 53’ Rhyse Martin 23’ Nene Macdonald 34’ Kato Ottio 38’ Wellington Albert 56’ Justin Olam 71’ Paul Aiton | mt | 80’ Regan Grace     |
| 24’, 36’, 39’, 44’, 72’ Rhyse Martin                                                                                                 | tr | 80’ Courtney Davies |

| Arbitro: | Matt Cecchin |

|                                                 |    |                     |
| 16’ Garry Lo 26’ Nene Macdonald 78’ Watson Boas | mt | 5’ Michael McIlorum |
| 79’ Ase Boas                                    | tr | 79’ Liam Finn       |

| Arbitro: | Ben Thaler |

|                     |    |                                                                                       |
| 57’ Benjamin Morris | mt | 8’ Api Pewhairangi 34’, 66’ Oliver Roberts 34’ Joe Philbin 39’ Liam Finn 74’ Liam Kay |
| 59’ Courtney Davies | tr | 9’, 32’, 35’, 67’, 76’ Liam Finn                                                      |

##### Partite intergruppo
| Arbitro: | Grant Atkins |

|                                                                                                 |      |                                         |
| 3’, 30’ Liam Kay 10’ George King 55’ Kyle Amor 60’ Michael Morgan 79’ Louie McCarthy-Scarsbrook | mt   | 38’ Justin Castellaro 47’ Nathan Milone |
| 4’, 11’, 31’, 56’, 61’ Liam Finn                                                                | tr   | 39’, 48’ Josh Mantellato                |
| 18’ Liam Finn                                                                                   | c.p. |                                         |

| Arbitro: | Chris Kendall |

| |    |                     |
| 6’ Eloni Vunakece 14’, 51’, 61’ Suliasi Vunivalu 16’ Henry Raiwalui 22’, 40’ Viliame Kikau 27’ Salesi Faingaa 31’, 56’ Taane Milne 33’ Marcelo Montoya 42’ Jarryd Hayne 65’ Joe Lovodua 70’ Ben Nakubuwai | mt | 11’ Morgan Knowles  |
| 7’, 17’, 23’, 28’ Apisai Koroisau 40’, 43’, 52’ Taane Milne 66’ Suliasi Vunivalu | tr | 12’ Courtney Davies |

| Arbitro: | Adam Gee |

| |    |  |
| 8’, 16’ Lachlan Lam 12’, 66’, 75’ Justin Olam 14’ James Segeyaro 25’ Rod Griffin 39’ Stargroth Amean 42’ David Mead 60’ Watson Boas 63’ Nene Macdonald | mt |  |
| 10’, 15’, 18’, 26’, 40’, 44’, 62’, 65’, 68’, 77’ Rhyse Martin                                                                                          | tr |  |

#### Classifica
| Squadra            | Giocate | Vinte | Pareggiate | Perse | A favore | Contro | Differenza | Punti |
| ------------------ | ------- | ----- | ---------- | ----- | -------- | ------ | ---------- | ----- |
| Papua Nuova Guinea | 3       | 3     | 0          | 0     | 128      | 12     | +116       | 6     |
| Irlanda            | 3       | 2     | 0          | 1     | 76       | 32     | +44        | 4     |
| Galles             | 3       | 0     | 0          | 3     | 18       | 156    | -138       | 0     |

### Gruppo D

#### Risultati
| Arbitro: | Henry Perenara |

| |    |                                     |
| 3’, 11’ Taane Milne 7’, 30’ Kevin Naiqama 35’, 64’ Suliasi Vunivalu 14’ Akuila Uate 17’ Kane Evans 46’ Jarryd Hayne 60’ Viliame Kikau 66’ Henry Raiwalui | mt | 21’ Matt Shipway 72’ Taioalo Vaivai |
| 8’, 13’, 18’, 31’, 47’ Apisai Koroisau 61’, 68’ Taane Milne                                                                                              | tr | 22’, 74’ Bureta Faraimo             |

| Arbitro: | Ashley Klein |

|                                                                                        |    |  |
| Tramontana 8’, 37’ Tedesco 14’, 43’ Mantellato 18’ Ghietti 25’ Vaughan 59’ Cerruto 73’ | mt |  |
| Mantellato 8’, 14’, 25’, 37’, 43’, 59’, 73’                                            | tr |  |

| Arbitro: | Robert Hicks |

| |    |                                       |
| 28’ Kevin Naiqama 40’ Henry Raiwalui 54’ Brayden Wiliame 60’, 63’, 68’ Suliasi Vunivalu 75’ Marcelo Montoya | mt | 20’ Josh Mantellato 43’ Nathan Milone |
| 29’, 40’, 61’ Apisai Koroisau 64’, 69’ Taane Milne                                                          | tr | 44’ Josh Mantellato                   |

#### Classifica
| Squadra     | Giocate | Vinte | Pareggiate | Perse | A favore | Contro | Differenza | Punti |
| ----------- | ------- | ----- | ---------- | ----- | -------- | ------ | ---------- | ----- |
| Figi        | 3       | 3     | 0          | 0     | 168      | 28     | +140       | 6     |
| Italia      | 3       | 1     | 0          | 2     | 68       | 74     | -6         | 2     |
| Stati Uniti | 3       | 0     | 0          | 3     | 12       | 168    | -156       | 0     |

## Fase a eliminazione diretta
|  | Quarti di finale   | Quarti di finale   | Quarti di finale |             |           | Semifinali | Semifinali | Semifinali |  |  | Finale | Finale | Finale |  |
|  |                    |                    |                  |             |           |            |            |            |  |  |        |        |        |  |
|  | Australia          | Australia          | 46               |             |           |            |            |            |  |  |        |        |        |  |
|  | Australia          | Australia          | 46               |             |           |            |            |            |  |  |        |        |        |  |
|  | Samoa              | Samoa              | 0                |             |           |            |            |            |  |  |        |        |        |  |
|  | Samoa              | Samoa              | 0                |             | Australia | Australia  | 54         |            |  |  |        |        |        |  |
|  |                    |                    |                  |             | Australia | Australia  | 54         |            |  |  |        |        |        |  |
|  |                    |                    | Figi             | Figi        | 6         |            |            |            |  |  |        |        |        |  |
|  | Nuova Zelanda      | Nuova Zelanda      | Figi             | Figi        | 6         | 2          |            |            |  |  |        |        |        |  |
|  | Nuova Zelanda      | Nuova Zelanda      |                  |             |           |            |            |            |  |  |        |        |        |  |
|  | Figi               | Figi               | 4                |             |           |            |            |            |  |  |        |        |        |  |
|  | Figi               | Figi               | 4                |             | Australia | Australia  | 6          |            |  |  |        |        |        |  |
|  |                    |                    |                  |             |           |            |            |            |  |  |        |        |        |  |
|  |                    |                    | Inghilterra      | Inghilterra | 0         |            |            |            |  |  |        |        |        |  |
|  | Tonga              | Tonga              | Inghilterra      | Inghilterra | 0         | 24         |            |            |  |  |        |        |        |  |
|  | Tonga              | Tonga              |                  |             |           |            |            |            |  |  |        |        |        |  |
|  | Libano             | Libano             | 22               |             |           |            |            |            |  |  |        |        |        |  |
|  | Libano             | Libano             | 22               |             | Tonga     | Tonga      | 18         |            |  |  |        |        |        |  |
|  |                    |                    |                  |             | Tonga     | Tonga      | 18         |            |  |  |        |        |        |  |
|  |                    |                    | Inghilterra      | Inghilterra | 20        |            |            |            |  |  |        |        |        |  |
|  | Inghilterra        | Inghilterra        | Inghilterra      | Inghilterra | 20        | 36         |            |            |  |  |        |        |        |  |
|  | Inghilterra        | Inghilterra        |                  |             |           |            |            |            |  |  |        |        |        |  |
|  | Papua Nuova Guinea | Papua Nuova Guinea | 6                |             |           |            |            |            |  |  |        |        |        |  |

### Quarti di finale
| Arbitro: | Phil Bentham |

|                                                                                  |    |  |
| 9’, 17’, 51’, 57’, 74’ Valentine Holmes 24’ Billy Slater 31’, 36’ Michael Morgan | mt |  |
| 10’, 19’, 26’, 33’, 38’, 53’, 58’ Cameron Smith                                  | tr |  |

| Arbitro: | Gerard Sutton |

|                                                                 |      |                                                      |
| 4’ Tuimoala Lolohea 19’, 33’ David Fusitu'a 23’ William Hopoate | mt   | 9’ Adam Doueihi 30’ James Elias 40’, 69’ Abbas Miski |
| 5’, 24’, 34’ Ata Hingano                                        | tr   | 10’, 31’, 70’ Mitchell Moses                         |
| 53’ Ata Hingano                                                 | c.p. |                                                      |

| Arbitro: | Matt Cecchin |

|                   |      |                                     |
| 45’ Shaun Johnson | c.p. | 15’ Apisai Koroisau 62’ Taane Milne |

| Arbitro: | James Child |

| |    |                  |
| 13’, 20’ Jermaine McGillvary 33’ Alex Walmsley 56’ Ben Currie 68’, 72’ Kallum Watkins 79’ Ryan Hall | mt | 60’ Garry Lo     |
| 34’, 57’, 69’, 80’ Gareth Widdop                                                                    | tr | 61’ Rhyse Martin |

### Semifinali
| Arbitro: | Gerard Sutton |

|                                                                                         |      |                      |
| 14’, 48’ Billy Slater 18’, 24’, 42’, 51’, 65’, 75’ Valentine Holmes 31’, 69’ Dane Gagai | mt   | 59’ Suliasi Vunivalu |
| 15’, 19’, 33’, 43’, 49’, 53’, 67’ Cameron Smith                                         | tr   |                      |
|                                                                                         | c.p. | 7’ Apisai Koroisau   |

| Arbitro: | Matt Cecchin |

|                                                                 |      |                                                            |
| 73’ Tevita Pangai Junior 76’ Siliva Havili 77’ Tuimoala Lolohea | mt   | 11’ Jermaine McGillvary 16’ Gareth Widdop 68’ John Bateman |
| 73’, 76’, 77’ Sio Siua Taukeiaho                                | tr   | 12’, 17’, 69’ Gareth Widdop                                |
|                                                                 | c.p. | 50’ Gareth Widdop                                          |

### Finale
| Arbitro: | Gerand Sutton |

|              |    |  |
| Cordner 15’  | mt |  |
| C. Smith 16’ | tr |  |